# Voo Aeroméxico 230
O voo Aeroméxico 230 foi um voo que, em 27 de julho de 1981, sofreu um acidente ao pousar no Aeroporto de Chihuahua. Um incêndio eclodiu e 32 pessoas morreram. O voo foi um avião a jato DC-9-32.

## Sequência do acidente
O voo passou sem incidentes até o pouso em Chihuahua. Cumulonimbus, nuvens com fortes aguaceiros e chuva, se formaram durante a aproximação e o pouso. Ao pousar, o avião saltou e atingiu o chão; a aeronave saiu da pista, se separou e pegou fogo. 34 passageiros e tripulantes conseguiram fugir dos destroços; a fumaça e o fogo causaram a morte daqueles que foram presos.

## Investigação
Está listado como um erro do piloto. Não se sabe se o capitão Víctor Manuel Ortigosa foi indiciado criminalmente.